# Leonor Brière d'Azy
Pour les articles homonymes, voir Brière (homonymie).
Jacques Michel Leonor Brière d'Azy, né le 25 juillet 1766 à Coupesarte et mort le 24 janvier 1843 à Saint-Benin-d'Azy, est un maître de forges et éleveur français. Il était un grand propriétaire à Saint-Benin-d'Azy, dans la région du Nivernais.
Leonor Brière d'Azy était le fils d'un fermier des forges de Vierzon appartenant au comte d'Artois. C'est pour lui que le marquisat d'Azy fut érigé par lettres patentes de Louis XV pour englober la plupart des fiefs du secteur : Cherault, Trailles, Azy, Mousseaux et Valotte. Il acheta ensuite la terre et le château du Vieil Azy en 1795 et ses héritiers ajoutèrent des éléments gothiques aux bâtiments existants.

## Une expérience agricole innovante
En 1823, il installa des fermiers anglais et introduisit en Nivernais six vaches et un taureau de race Durham, pour faire des croisements entre les espèces bovines «Short Horn» et Nivernais-Charolais, couronnés de succès, à l'origine du prestige du bœuf charolais. Fameux chasseur de loups, il en a tué 1240 en 1808 dans les forêts de la Nièvre.

## Un maître de forges entreprenant
En 1813, il rachète un haut fourneau qui produit 75 tonnes de fonte par an, avec des logements d'ouvriers et y installe, en 1841, une machine à vapeur pour remplacer la roue hydraulique. La production atteint alors 300 tonnes de fonte par an. 
Il a aussi acheté a forge du Paillot, au Comte du Bourg, puis en 1840 la forge de Valotte, fonctionnant à l'énergie hydraulique, qui pouvait produire, vers 1840, 60 tonnes de petits fers et aciers par an et consommait 250 tonnes de charbon de bois, en utilisant les fontes du fourneau d'Azy.

## Une descendance prestigieuse
Sa fortune était de 150 000 F en 1803, et de 250 000 F à sa mort, survenue à Saint-Benin-d'Azy le 24 janvier 1843. Sa fille Léontine Rose Amélie Brière d'Azy a épousé Denis Benoist d'Azy, qui deviendra un célèbre industriel et homme politique français, diversifiant ses investissements dans les chemins de fer.
Leonor Brière d'Azy était le grand-père de Marie-Thérèse Benoist d'Azy, elle-même grand-mère maternelle de la princesse Marie-Dorothée de Croÿ (1924-2005), propriétaire du Manoir de Valotte jusqu'à sa mort en 2005. Valotte deviendra un célèbre studio d'enregistrement, auquel Julian Lennon, le fils du chanteur John Lennon consacrera une œuvre en 1984.